# Rue du Moutier
La rue du Moutier à Aubervilliers, dans le centre, est une des plus anciennes rues de cette ville. Elle se trouve dans l'alignement de la rue du Landy.

## Situation et accès
Cette rue orientée d'ouest en est, commence à la rue Heurtault. Elle rencontre ensuite le croisement de la rue Schaffer et de la rue du Goulet pour arriver à la place de la Mairie, cœur historique de la ville, qu'elle traverse.
Après avoir longé l'église, elle forme le point de départ de la rue de la Commune-de-Paris (anciennement rue de Paris) puis de la rue du Docteur-Pesqué (anciennement rue de Pantin) et de la ruelle Roquedat, et s'arrête au carrefour de la rue de la Courneuve et de la rue Charron.
Desserte
- Station de métro Mairie d'Aubervilliers, correspondance de la ligne 12 du métro de Paris et de la ligne 15.

## Origine du nom

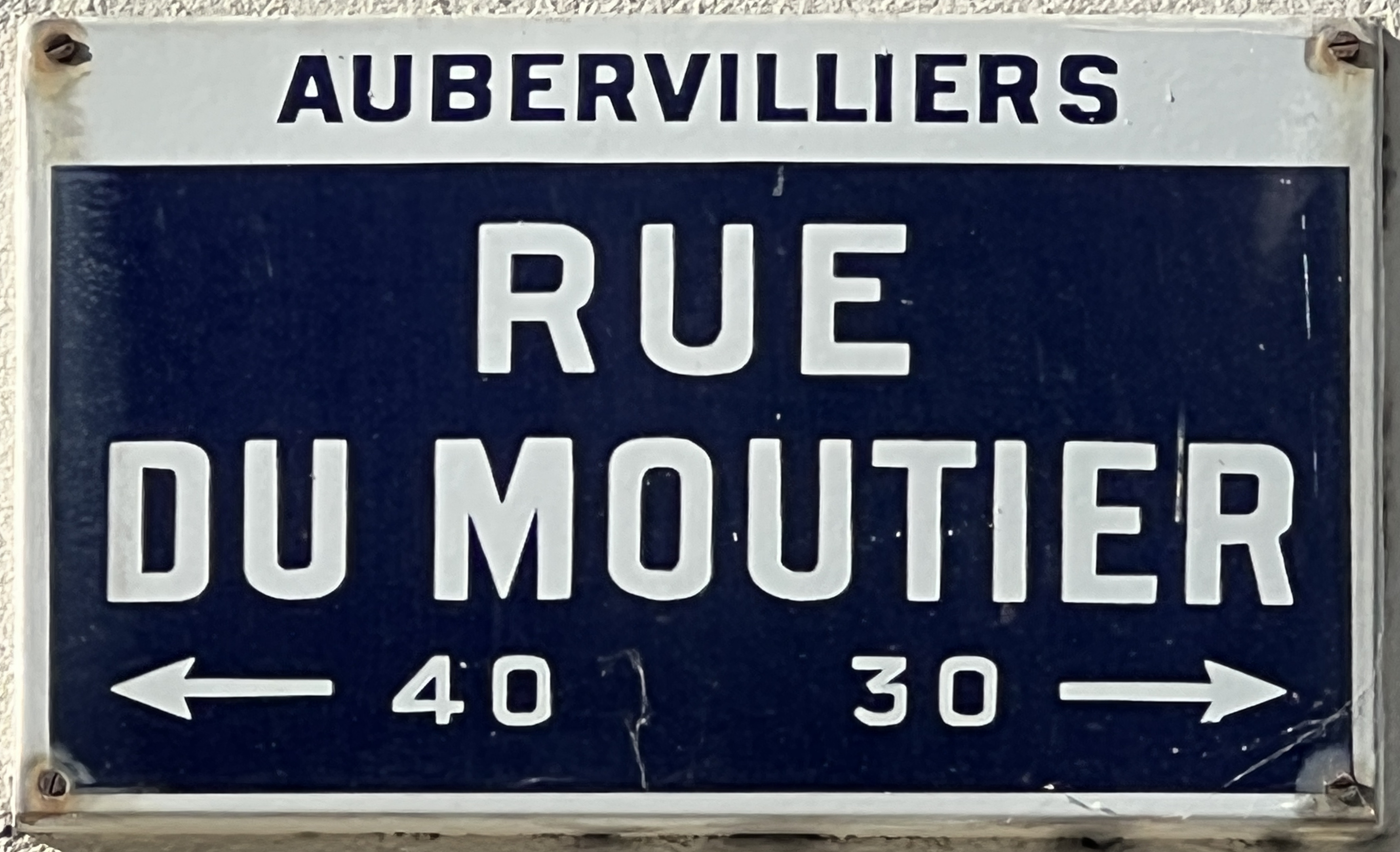
Plaque de la rue.

Moutier est un vieux mot de langue d'oïl, qui signifie « monastère, église ». Il témoigne de l'ancienne présence de bâtiments religieux à cet endroit.

## Historique
Dans le vieux village d'Aubervilliers, c'était la rue qui conduisait à l'ancienne chapelle sur laquelle a été bâtie l'église Notre-Dame-des-Vertus.
Au carrefour avec la rue Heurtault et la rue du Landy, se trouvait en 1740, sur le plan de Delagrive, une croix de chemin.
Le 24 mai 2024, un homme conduisant un scooter lance une grenade contre un bar PMU au no 78, à l'angle de la rue Heurtault. On compte deux blessés graves, dont l'un ayant un bras arraché.

## Bâtiments remarquables et lieux de mémoire
- Hôtel de ville d'Aubervilliers
- Au no 31, une plaque à la mémoire d'Émile Segard, sergent FFI, abattu le dimanche 20 août 1944 à l'angle de la rue du Goulet[9].

- Église Notre-Dame-des-Vertus d'Aubervilliers

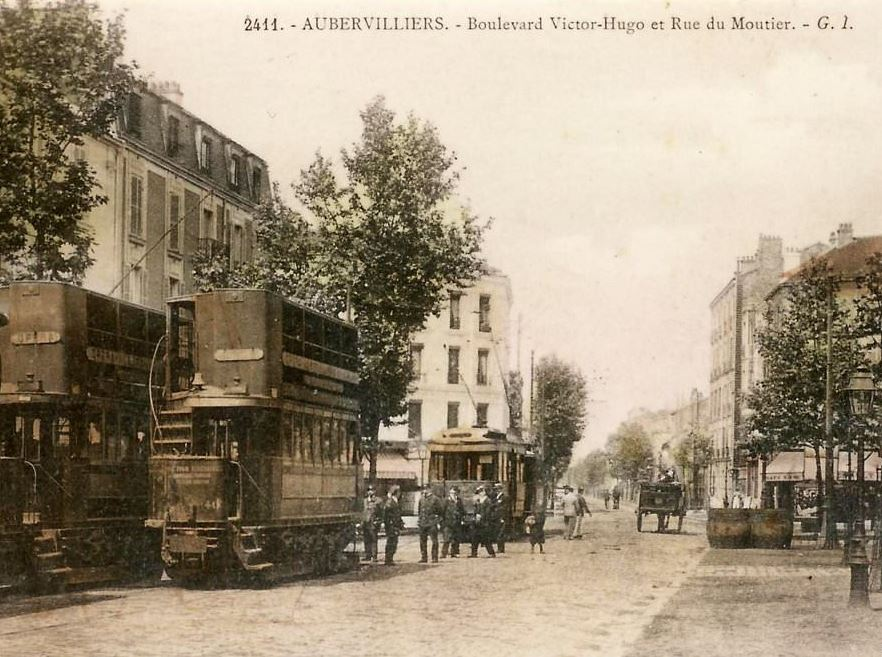
Aubervilliers, boulevard Victor-Hugo, rue du Moutier, vers 1900.
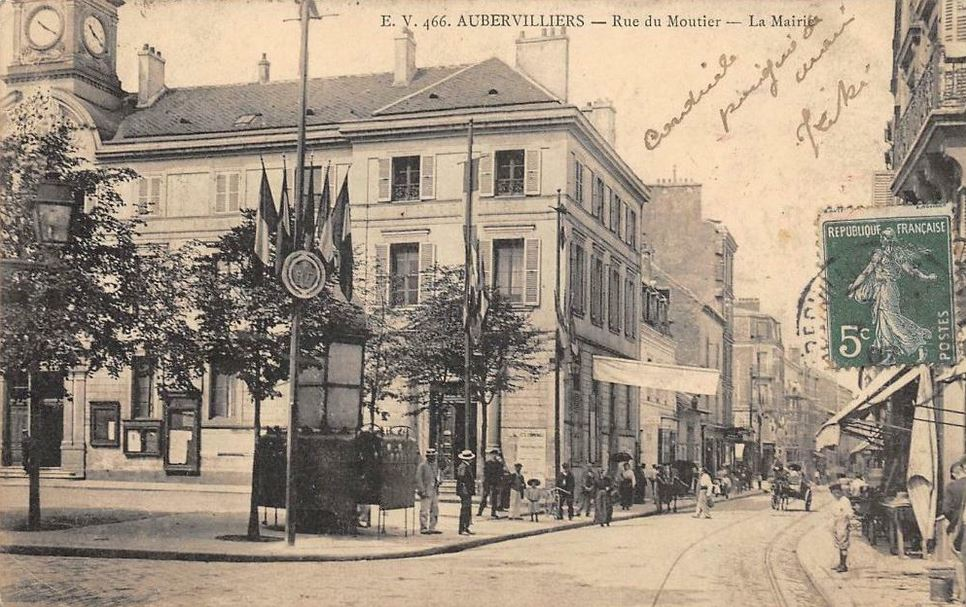
La rue du Moutier et la Mairie.
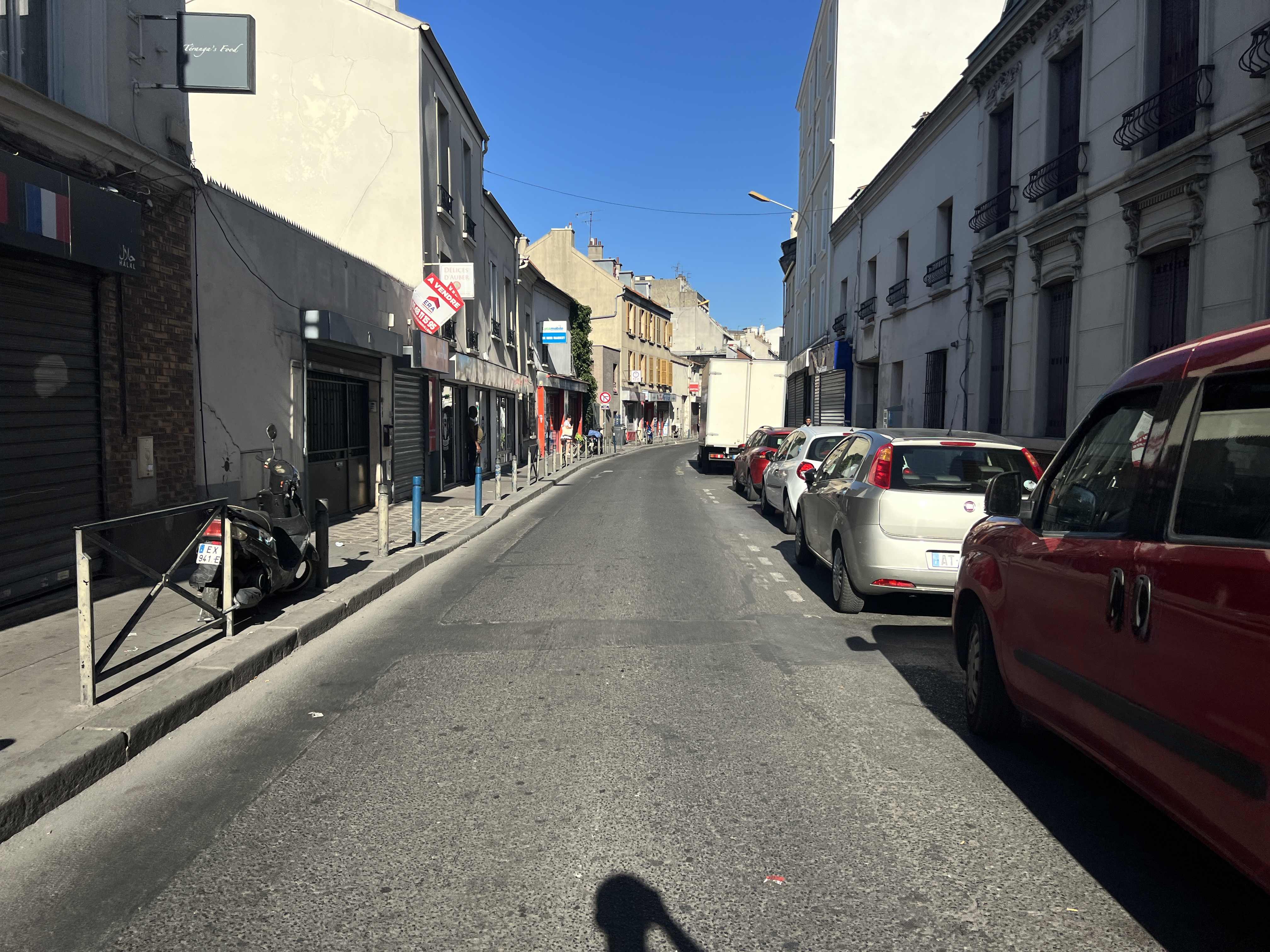
La rue en juillet 2022.